# گروه ال‌مکس
گروه ال‌مکس (انگلیسی: LMAX Group) شرکت خدمات مالی بریتانیایی است، که در سال ۲۰۱۰ تأسیس شد.